# Atradius

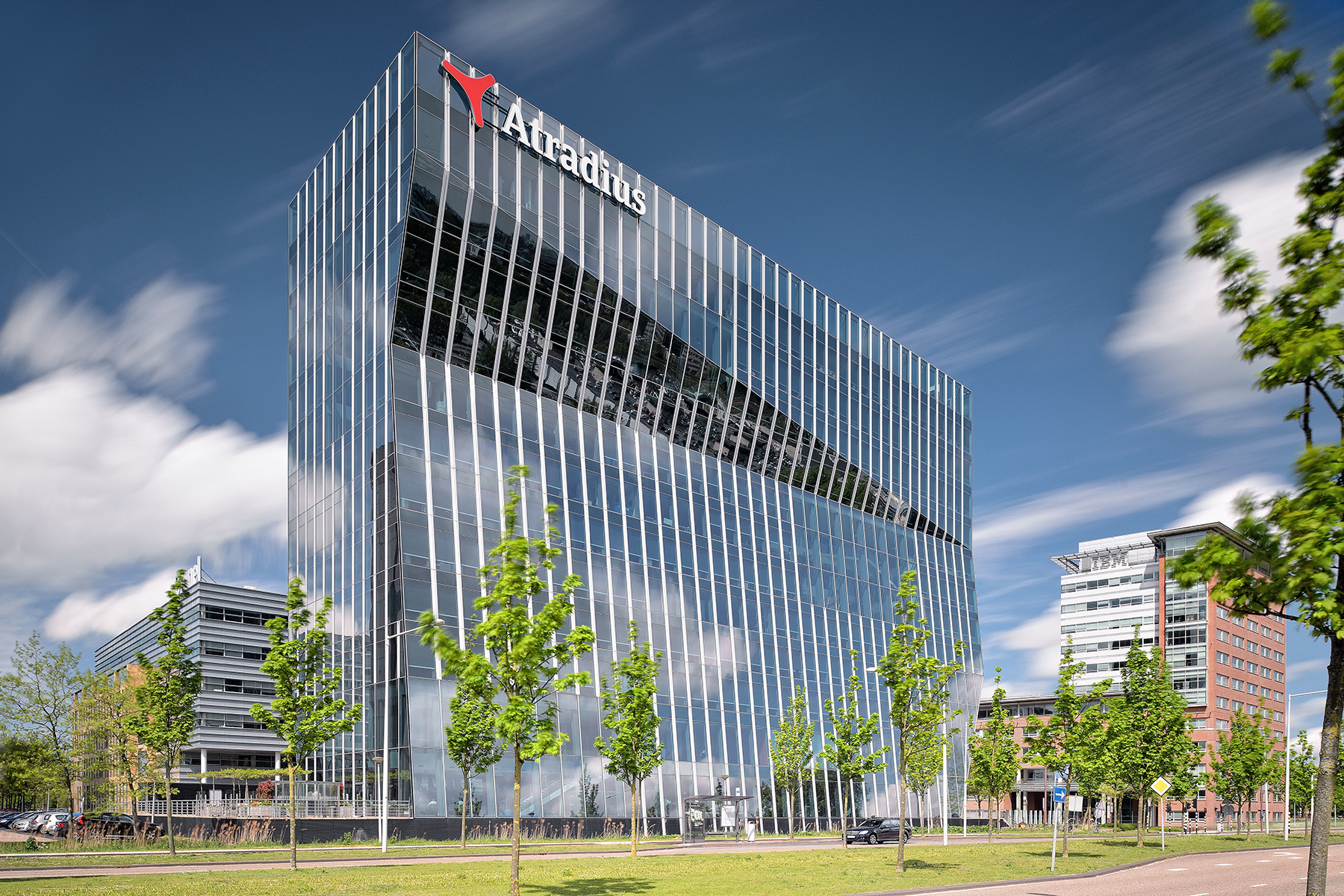
Główna siedziba w Amsterdam Holandia

Atradius − jeden z największych międzynarodowych ubezpieczycieli kredytu kupieckiego, oferujący, oprócz ubezpieczania kredytu kupieckiego, także produkty oraz usługi związane z zarządzaniem należnościami handlowymi. Atradius funkcjonuje w 160 biurach, w ponad 50 krajach na całym świecie.

## Historia
W sierpniu 2003 nazwa Atradius zastąpiła markę Gerling NCM, światowego lidera w zakresie ubezpieczenia kredytów kupieckich i zarządzania nimi. Gerling NCM powstał w 2001 roku w wyniku połączenia niemieckiej grupy Gerling-Konzern Speziale Kreditversicherung (Gerling Credit), specjalizującej się w ubezpieczaniu należności handlowych oraz holenderskiego ubezpieczyciela kredytów kupieckich, Nederlandsche Credietverzekering Maatschappij (NCM). Proces zmiany marki został zakończony 5 stycznia 2004 roku. 25 stycznia 2008 roku Atradius rozpoczął współpracę z Crédito y Caución.
Spółka Atradius pierwotnie została utworzona w 1925 roku w Holandii pod nazwą NCM. W 1932 roku NCM nawiązała współpracę z holenderskim rządem, polegającą na obsłudze kredytów eksportowych oferowanych firmom holenderskim w imieniu rządu. Współpraca biznesowa pomiędzy Atradiusem a państwem holenderskim istnieje do dziś.
W Niemczech w 1954 roku została utworzona spółka Gerling Credit, będąca podmiotem odpowiedzialnym za ubezpieczanie kredytu w ramach Gerling Group. Do 1962 roku Gerling Credit prowadziła działalność wyłącznie na terenie Niemiec. W tym też roku otworzyła swój pierwszy międzynarodowy oddział w Szwajcarii. Gerling Credit był pierwszym prywatnym ubezpieczycielem kredytów, który zapewniał ochronę kredytów eksportowych.
W Hiszpanii, Credito y Caución, założona w 1929 roku, skupiała się na rozwoju organicznym, aby stać się dominującym ubezpieczycielem kredytu i poręczycielem na Półwyspie Iberyjskim. NCM i Gerling Credit połączyły się w 2001 roku, tworząc Gerling NCM. Credito y Caución stało się częścią grupy Atradius w 2008 roku.
Prezesem zarządu firmy jest David Capdevila.

## Produkty
- Ubezpieczenie należności (kredyt kupiecki)
- Windykacja
- Produkty specjalne[4]
- Ubezpieczenia ryzyka produkcji
- Gwarancje
- Reasekuracja

Filarami działalności w Polsce są ubezpieczenia należności w kraju i za granicą, a także windykacja. Dodatkowo ubezpieczyciel oferuje Produkty specjalne – ubezpieczenia pojedynczego ryzyka, ubezpieczenie ryzyka koncentracji, produkty wspierające finansowanie dla banków, a także ubezpieczenia inwestycji zagranicznych.
Atradius posiada własną bazę ponad 100 milionów podmiotów, a także prowadzi własny rating oceniający prawdopodobieństwo upadłości firm.
W Polsce działają 4 biura – w Warszawie, Poznaniu, Krakowie oraz Jeleniej Górze.
Oprócz działalności ubezpieczeniowej publikuje „Market Monitor” – ocenę rynków światowych, a także „Country Reports” gdzie znajduje się kompendium inwestycyjne w danym kraju.

## Nagrody i ratingi
Ratingi dla grupy kapitałowej: AM Best – "A (excellent) stable outlook", Moody's – "A2 outlook positive"
Nagrody:
- Best Credit Insurer Europe 2013 przyznana przez Global Banking and Finance Review[10]
- Best Credit Insurance Brand Europe 2013 przyznana

przez Global Brands Magazine